# Tour Méditerranéen 2010
Il Tour Méditerranéen 2010, trentasettesima edizione della corsa valevole come prova del circuito UCI Europe Tour 2010 categoria 2.1, si svolse in 5 tappe dal 10 al 14 febbraio 2010 per un percorso totale di 617,5 km, con partenza da Carcassonne e arrivo a Tolone sul Monte Faron. Fu vinto dall'italiano Rinaldo Nocentini, dell'AG2R La Mondiale, che si impose in 14 ore 55 minuti e 19 secondi, alla media di 41,38 km/h.
Partenza da Carcassonne con 136 ciclisti, dei quali 72 conclusero il tour.

## Tappe
| Tappa  | Data        | Percorso                         | km    | Vincitore di tappa    | Leader cl. generale |
| ------ | ----------- | -------------------------------- | ----- | --------------------- | ------------------- |
| 1ª     | 10 febbraio | Carcassonne > Sauvian            | 92,5  | Jaŭhen Hutarovič      | Jaŭhen Hutarovič    |
| 2ª     | 11 febbraio | Peynier > Trets                  | 170   | Jussi Veikkanen       | Jussi Veikkanen     |
| 3ª     | 12 febbraio | Gréasque > Six-Fours-les-Plages  | 115   | Jaŭhen Hutarovič      | Jussi Veikkanen     |
| 4ª     | 13 febbraio | La Londe-les-Maures > Biot       | 114   | Julien El Fares       | Jussi Veikkanen     |
| 5ª     | 14 febbraio | La Ciotat > Tolone (Monte Faron) | 126   | Francesco Masciarelli | Rinaldo Nocentini   |
| Totale | Totale      | Totale                           | 617,5 |                       |                     |

## Squadre e corridori partecipanti
| N.    | Cod. | Squadra               |
| ----- | ---- | --------------------- |
| 1-10  | GCE  | Caisse d'Epargne      |
| 11-20 | ALM  | AG2R La Mondiale      |
| 21-30 | BTL  | Bbox Bouygues Telecom |
| 31-40 | COF  | Cofidis               |
| 41-50 | AST  | Astana Team           |
| 51-60 | FDJ  | FDJ                   |
| 61-70 | RAB  | Rabobank              |
| 71-80 | GRM  | Garmin-Transitions    |
| 81-90 | ASA  | Acqua & Sapone        |

| N.      | Cod. | Squadra                 |
| ------- | ---- | ----------------------- |
| 91-100  | EDR  | Endura Racing           |
| 100-110 | BSC  | Bretagne-Schuller       |
| 111-120 | SKS  | Skil-Shimano            |
| 121-130 | MIE  | Miche                   |
| 131-140 | RLM  | Roubaix-Lille Métropole |
| 141-150 | VAC  | Vacansoleil-DCM         |
| 151-160 | SAU  | Saur-Sojasun            |
| 161-170 | AUB  | BigMat-Auber 93         |

## Dettagli delle tappe

### 1ª tappa
- 10 febbraio: Carcassonne > Sauvian – 92,5 km

Risultati
| Pos. | Corridore        | Squadra       | Tempo    |
| ---- | ---------------- | ------------- | -------- |
| 1    | Jaŭhen Hutarovič | FDJ           | 1h45'05" |
| 2    | William Bonnet   | Bouygues Tel. | s.t.     |
| 3    | Maksim Iglinskij | Astana Team   | s.t.     |

| Pos. | Corridore        | Squadra       | Tempo    |
| ---- | ---------------- | ------------- | -------- |
| 1    | Jaŭhen Hutarovič | FDJ           | 1h44'55" |
| 2    | William Bonnet   | Bouygues Tel. | a 4"     |
| 3    | Maksim Iglinskij | Astana Team   | a 6"     |

### 2ª tappa
- 11 febbraio: Peynier > Trets – 170 km

Risultati
| Pos. | Corridore       | Squadra | Tempo    |
| ---- | --------------- | ------- | -------- |
| 1    | Jussi Veikkanen | FDJ     | 4h23'57" |
| 2    | Fabien Bacquet  | BigMat  | s.t.     |
| 3    | Johan Mombaerts | BigMat  | s.t.     |

| Pos. | Corridore        | Squadra       | Tempo    |
| ---- | ---------------- | ------------- | -------- |
| 1    | Jussi Veikkanen  | FDJ           | 6h08'52" |
| 2    | William Bonnet   | Bouygues Tel. | a 4"     |
| 3    | Maksim Iglinskij | Astana Team   | a 6"     |

### 3ª tappa
- 12 febbraio: Gréasque > Six-Fours-les-Plages – 115 km

Risultati
| Pos. | Corridore        | Squadra        | Tempo    |
| ---- | ---------------- | -------------- | -------- |
| 1    | Jaŭhen Hutarovič | FDJ            | 2h33'19" |
| 2    | Fabien Bacquet   | BigMat         | s.t.     |
| 3    | Mathieu Drujon   | Caisse d'Epar. | s.t.     |

| Pos. | Corridore       | Squadra        | Tempo    |
| ---- | --------------- | -------------- | -------- |
| 1    | Jussi Veikkanen | FDJ            | 8h42'11" |
| 2    | William Bonnet  | Bouygues Tel.  | a 4"     |
| 3    | Mathieu Drujon  | Caisse d'Epar. | a 6"     |

### 4ª tappa
- 13 febbraio: La Londe-les-Maures > Biot – 114 km

Risultati
| Pos. | Corridore       | Squadra      | Tempo    |
| ---- | --------------- | ------------ | -------- |
| 1    | Julien El Fares | Cofidis      | 2h55'14" |
| 2    | Jonathan Thiré  | BigMat       | s.t.     |
| 3    | Dominique Cornu | Skil-Shimano | s.t.     |

| Pos. | Corridore       | Squadra        | Tempo     |
| ---- | --------------- | -------------- | --------- |
| 1    | Jussi Veikkanen | FDJ            | 11h37'25" |
| 2    | William Bonnet  | Bouygues Tel.  | a 4"      |
| 3    | Mathieu Drujon  | Caisse d'Epar. | a 6"      |

### 5ª tappa
- 14 febbraio: La Ciotat > Tolone (Monte Faron) – 126 km

Risultati
| Pos. | Corridore             | Squadra        | Tempo    |
| ---- | --------------------- | -------------- | -------- |
| 1    | Francesco Masciarelli | Acqua & Sap.   | 3h17'40" |
| SQ   | Alejandro Valverde    | Caisse d'Epar. | a 8"     |
| 2    | Rinaldo Nocentini     | AG2R La Mond.  | s.t.     |

| Pos. | Corridore          | Squadra        | Tempo     |
| ---- | ------------------ | -------------- | --------- |
| SQ   | Alejandro Valverde | Caisse d'Epar. | 14h55'17" |
| 1    | Rinaldo Nocentini  | AG2R La Mond.  | 14h55'19" |
| 2    | Maksim Iglinskij   | Astana Team    | a 3"      |

## Evoluzione delle classifiche
| Tappa              | Vincitore             | Classifica generale | Classifica scalatori | Classifica a punti | Classifica giovani |
| ------------------ | --------------------- | ------------------- | -------------------- | ------------------ | ------------------ |
| 1ª                 | Jaŭhen Hutarovič      | Jaŭhen Hutarovič    | Johnny Hoogerland    | Jaŭhen Hutarovič   | Maxime Bouet       |
| 2ª                 | Jussi Veikkanen       | Jussi Veikkanen     | Daniel Martin        | William Bonnet     | Steven Tronett     |
| 3ª                 | Jaŭhen Hutarovič      | Jussi Veikkanen     | Daniel Martin        | Jaŭhen Hutarovič   | Michel Kreder      |
| 4ª                 | Julien El Fares       | Jussi Veikkanen     | Daniel Martin        | Jaŭhen Hutarovič   | Michel Kreder      |
| 5ª                 | Francesco Masciarelli | Rinaldo Nocentini   | Julien El Fares      | Jaŭhen Hutarovič   | Robert Gesink      |
| Classifiche finali | Classifiche finali    | Rinaldo Nocentini   | Julien El Fares      | Jaŭhen Hutarovič   | Robert Gesink      |

## Classifiche finali

### Classifica generale
| Pos. | Corridore           | Squadra        | Tempo     |
| ---- | ------------------- | -------------- | --------- |
| SQ   | Alejandro Valverde  | Caisse d'Epar. | 14h55'17" |
| 1    | Rinaldo Nocentini   | AG2R La Mond.  | 14h55'19" |
| 2    | Maksim Iglinskij    | Astana Team    | a 3"      |
| 3    | Johnny Hoogerland   | Vacansoleil    | a 7"      |
| 4    | Aleksandr Vinokurov | Astana Team    | a 33"     |
| 5    | Yannick Talabardon  | Saur-Sojasun   | a 1'11"   |
| 6    | Jussi Veikkanen     | FDJ            | a 1'16"   |
| 7    | Robert Gesink       | Rabobank       | a 2'09"   |
| 8    | Jean-Marc Marino    | Saur-Sojasun   | a 2'11"   |
| 9    | Julien El Fares     | Cofidis        | a 2'16"   |
| 10   | Florian Guillou     | Bretagne       | a 2'37"   |

### Classifica a punti
| Pos. | Corridore          | Squadra        | Punti |
| ---- | ------------------ | -------------- | ----- |
| 1    | Jaŭhen Hutarovič   | FDJ            | 51    |
| 2    | William Bonnet     | Bouygues Tel.  | 47    |
| 3    | Julien El Fares    | Cofidis        | 34    |
| SQ   | Alejandro Valverde | Caisse d'Epar. | 30    |
| 4    | Jussi Veikkanen    | FDJ            | 27    |
| 5    | Maksim Iglinskij   | Astana Team    | 27    |

### Classifica scalatori
| Pos. | Corridore             | Squadra        | Punti |
| ---- | --------------------- | -------------- | ----- |
| SQ   | Alejandro Valverde    | Caisse d'Epar. | 20    |
| 1    | Julien El Fares       | Cofidis        | 15    |
| 2    | Francesco Masciarelli | Acqua & Sap.   | 10    |
| 3    | Rémy Di Grégorio      | FDJ            | 6     |
| 4    | Stefano Garzelli      | Acqua & Sap.   | 6     |
| 5    | Alexandre Pichot      | Bouygues Tel.  | 5     |